# Manuel Pardiñas
 (avril 2021).
Si vous disposez d'ouvrages ou d'articles de référence ou si vous connaissez des sites web de qualité traitant du thème abordé ici, merci de compléter l'article en donnant les références utiles à sa vérifiabilité et en les liant à la section « Notes et références ».
Manuel Pardiñas Serrano est un anarchiste espagnol, assassin du premier ministre espagnol José Canalejas. Manuel Pardiñas tire sur José Canalejas devant la bibliothèque San Martín à Madrid le 12 novembre 1912. Pardiñas retourne ensuite l'arme contre lui et se suicide. Il serait originaire de la ville d'El Grado, dans la province de Huesca.